# Minialbum
Minialbum eller mini-LP är en vinylskiva med färre låtar och kortare speltid än en LP. Den säljs vanligtvis till ett lägre pris. Ett minialbum skiljer sig från en EP genom att det innehåller fler spår och en något längre speltid. 